# ديفيد فوغل (كاتب)
ديفيد فوغل (بالألمانية: David Vogel)‏ هو كاتب وشاعر نمساوي، ولد في 15 مايو 1891 في Sataniv ‏ في أوكرانيا، وتوفي في 10 مارس 1944 في معسكر أوشفيتز بيركينو في بولندا.

## وصلات خارجية
- دايفيد فوغل على موقع ميوزك برينز (الإنجليزية)